# Pogostemon erectus
Pogostemon erectus là một loài thực vật có hoa trong họ Hoa môi. Loài này được (Dalzell) Kuntze miêu tả khoa học đầu tiên năm 1891.